# Adelaida Muñiz y Más
Adelaida Muñiz y Más (f. 1906) foi uma escritora espanhola.

## Biografia
Nascida no século XIX, foi colaboradora da Revista Teatral (Cádiz, 1898). Segundo Julio Cejador e Frauca ter-se-ia dado a conhecer como dramática em Madrid. Depois disto, criaria muitas obras. Faleceu na cidade andaluza de Málaga o 2 de outubro de 1906, ainda jovem.

## Obras
- Mudança de cartas (1877).
- Carmela, paródia (1890).
- Mancha herdada, drama (estreada a 27 de abril de 1892 no Teatro da Zarzuela).
- A herança de Tenorio, comédia (estreada em novembro de 1892 no Teatro do Príncipe Alfonso).[3]
- Nada, comédia (1895).
- Vermelha e gualda (1897).
- Maruja.